# Circuit de Reims-Gueux
Circuit de Reims-Gueux var en racerbana i Reims i Frankrike byggd 1925.  I banan ingick allmänna vägar, vilka dock stängdes av när tävlingar pågick.
Frankrikes Grand Prix i formel 1 kördes omväxlande på Reims-Gueux-banan och Rouen-les-Essarts från 1950 till 1966.

## F1-vinnare
| Säsong | Förare                           | Tillverkare   |
| ------ | -------------------------------- | ------------- |
| 1966   | Jack Brabham                     | Brabham-Repco |
| 1963   | Jim Clark                        | Lotus-Climax  |
| 1961   | Giancarlo Baghetti               | Ferrari       |
| 1960   | Jack Brabham                     | Cooper-Climax |
| 1959   | Tony Brooks                      | Ferrari       |
| 1958   | Mike Hawthorn                    | Ferrari       |
| 1956   | Peter Collins                    | Ferrari       |
| 1954   | Juan Manuel Fangio               | Mercedes-Benz |
| 1953   | Mike Hawthorn                    | Ferrari       |
| 1951   | Juan Manuel Fangio Luigi Fagioli | Alfa Romeo    |
| 1950   | Juan Manuel Fangio               | Alfa Romeo    |